# Librairie féministe

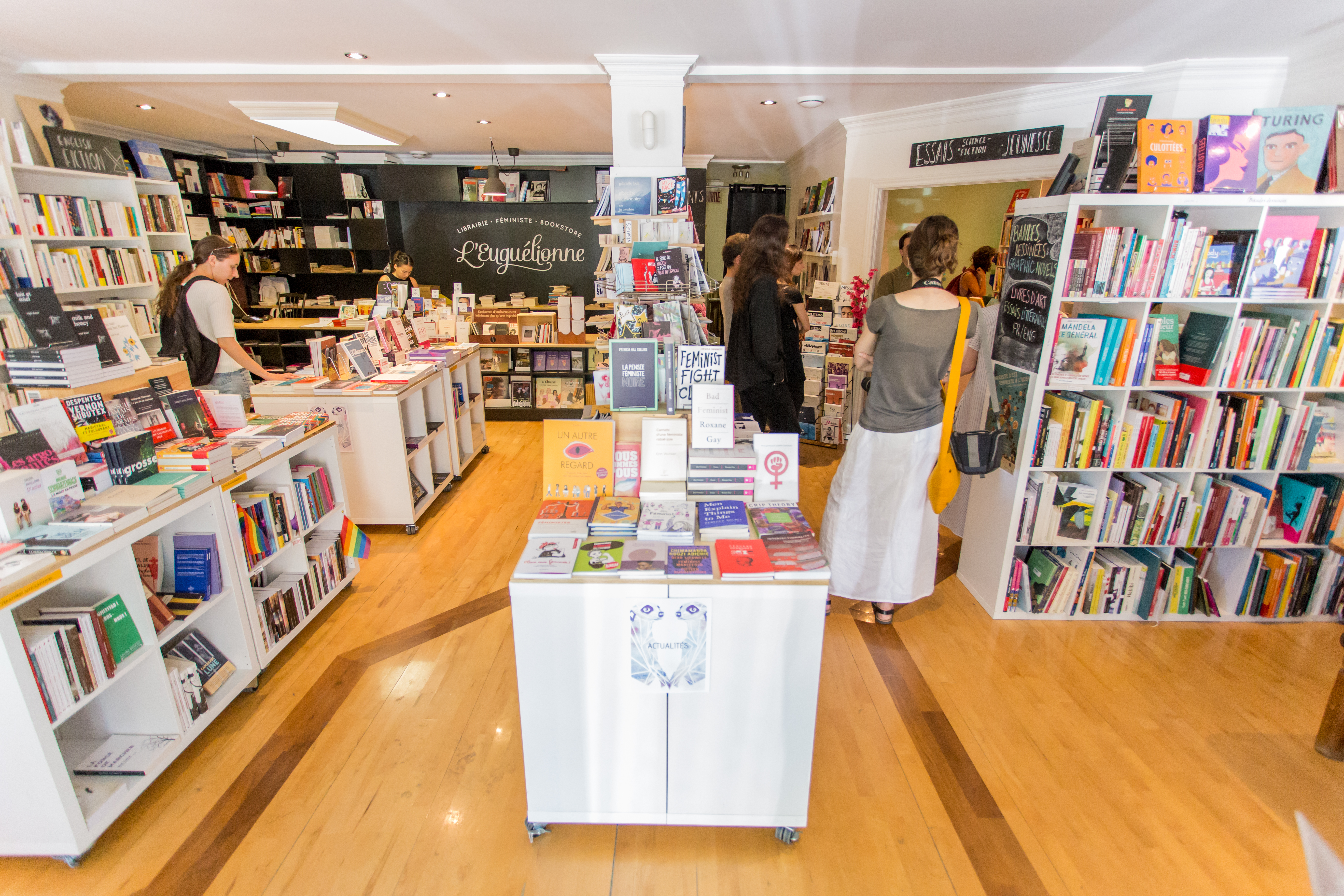
La librairie L'Euguélionne, à Montréal (Canada).

Une librairie féministe est une librairie spécialisée dans les ressources ayant trait aux problématiques concernant les femmes, au genre et la sexualité. Les librairies féministes ont été parmi les premiers espaces ouverts pour la construction et l’organisation de la communauté féministe.

## Histoire

### Aux États-Unis

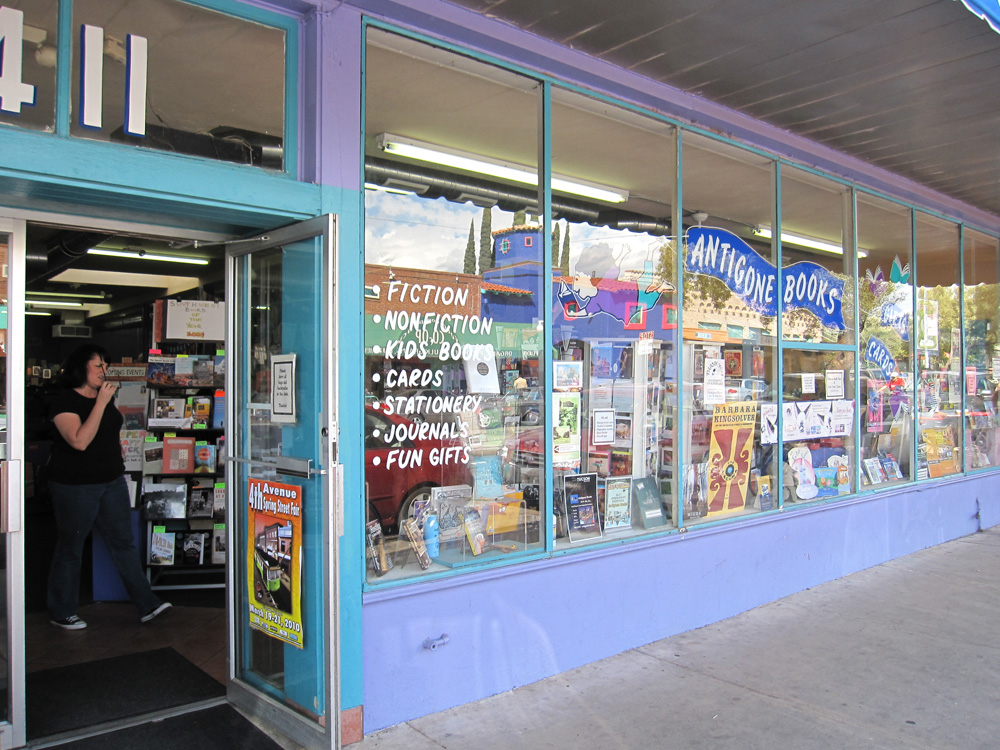
Antigone Books à Tucson, en Arizona (États-Unis).

Aux États-Unis, avant la diffusion des librairies féministes, la vente de livres était un commerce dominé par les hommes blancs. Cette population dominante n’était pas sensibilisée ni intéressée pour répondre aux demandes de littérature centrée sur les femmes soulevées par les féministes de l’époque. Bien que certaines librairies aient présenté de petites sections de littérature féminine ou de livres féministes, celles-ci étaient limitées et ne couvraient pas en profondeur l’éventail des sujets liés aux femmes, traitant les sujets non centrés sur les hommes comme une simple section à part des librairies plutôt que comme une partie intégrante.
Les librairies féministes émergent dans ce contexte en tant qu’espaces, non seulement pour acheter des livres, mais aussi pour bâtir des communautés pour les femmes, les lesbiennes et plus largement les féministes dans le contexte du mouvement féministe croissant du milieu du XXe siècle. Ces librairies indépendantes forment un réseau à travers les États-Unis et à l'étranger pendant les années 1960, et s’inscrivent dans le mouvement féministe de la deuxième vague. En plus de leur fonction de librairie, les librairies féministes servent de lieux d’apprentissage et d’organisation pour le changement social. De nombreuses librairies féministes sont gérées collectivement par des conseils d’administration de femmes dans une structure non-hiérarchique. Il s'agit d’un modèle commercial anticapitaliste conforme à la croyance des féministes de la deuxième vague selon laquelle un changement de système est nécessaire pour créer un changement significatif dans la vie des femmes. 
L'appel en faveur de types d’espaces féministes et lesbiens plus diversifiés a lieu en partie parce que les entreprises queer et les lieux de construction communautaire sont rares, à l'exception notable des bars gays. Même dans les espaces explicitement LGBT (lesbiennes, gays, bisexuels, trans), les lesbiennes sont ostracisées, en plus de la discrimination sociétale plus large à laquelle elles sont confrontées. Des librairies féministes sont créées en partie pour lutter contre cette homophobie et cette lesbophobie, en réponse au manque d’espaces sûrs pour les lesbiennes et les femmes bisexuelles.

### En France
En mai 1974, le collectif « Psychanalyse et politique » du Mouvement de libération des femmes ouvre la Librairie des femmes, au 68 rue des Saints-Pères à Paris,,. Il s'agit de la première librairie féministe en Europe, avant la Libreria delle donne ouverte à Milan et Lillemor's à Berlin en 1975, la librairie Sisterwrite dans le quartier Islington de Londres et la Librería de Mujeres à Madrid en 1978. 

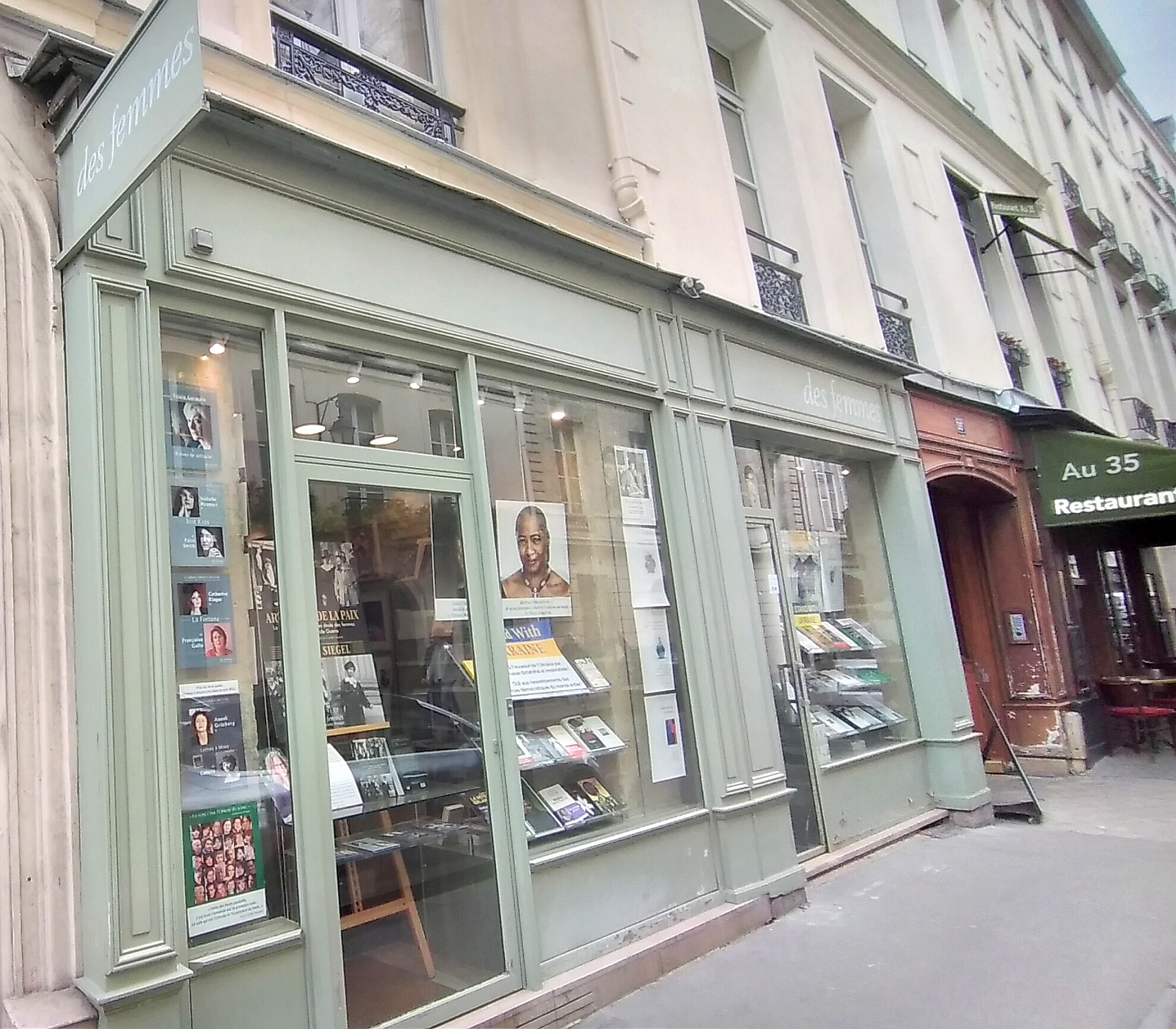
Vitrine de la Librairie Des femmes à Paris, en avril 2022

Une autre Librairie des femmes, aussi associée aux Éditions des femmes, ouvre en 1976 au 35 rue Pavillon à Marseille, et en 1977 au 2 place des Célestins à Lyon,. Le 1er décembre 1980, la librairie parisienne déménage au 74 rue de Seine. Elle y est associée à une galerie où Sonia Delaunay, Kate Millett ou Louise Nevelson exposent leurs œuvres, jusqu'à sa fermeture en 1999,. Elle rouvre en 2007 avec un espace consacré à la galerie et aux Éditions des femmes, l'Espace des femmes, au 33-35 rue Jacob,. 
En 1976, deux militantes du MLAC, Évelyne Rendolet et Sylvie Lecourt, ouvrent, rue du Cirque à Lille, la librairie Du côté des Femmes,.  
Le 2 mai 1978, la librairie féministe Carabosses ouvre au tout d'abord au 70 rue Jean-Pierre Timbaud à Paris, fondée par des militantes bénévoles liées au MLF, notamment Éliane Viennot qui en est la gérante. Elle déménage au 58 rue de la Roquette en 1979, où elle est associée à un café non mixte, Barcarosse, mais ferme en 1986,. 
En décembre 1978, Patricia Meney tient la bibliothèque Amina au 3 rue Ravignan, à Paris. Elle « rassemble le plus possible de livres publiés par des femmes aussi bien Mme de Lafayette que Kate Millett », selon Christine Deymard. 
En 1993, Chantal Bigot ouvre une librairie de livres anciens spécialisée sur les écrits de femmes ou sur les femmes, Les Amazones. C'est en 2014 la seule librairie d'anciens avec cette spécialité en France. 

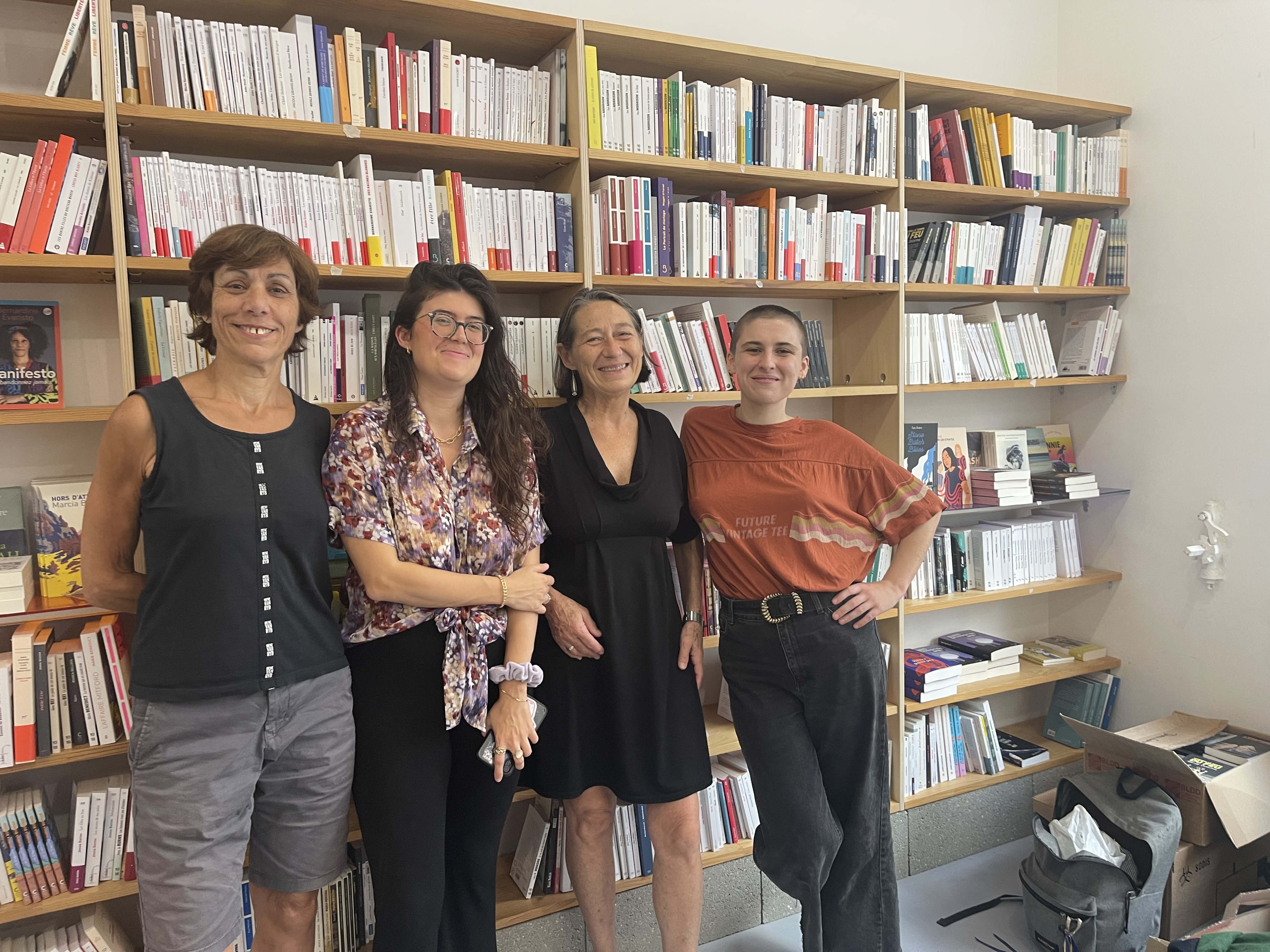
Ancienne et nouvelle équipe de Violette and Co, le jour de la réouverture de la librairie, le 13 octobre 2023

En 2004, la librairie Violette and Co ouvre dans le 11e arrondissement de Paris. Spécialisée sur les questions de genre, sur la littérature lesbienne et les questions néo-coloniales, elle annonce fin 2019 chercher un repreneur, en raison du départ à la retraite des deux libraires,. Elle ferme finalement ses portes le 12 février 2022. Après avoir lancé une campagne de financement participatif, une nouvelle équipe rouvre la librairie le 13 octobre 2023, au 52 rue Jean-Pierre Timbaud. Le lieu intègre désormais un café et un espace associatif qui accueille divers événements sur des thématiques féministes,.  
Depuis 2011, à Nice, la librairie Vigna propose des livres neufs, anciens ou d'occasion sur le féminisme et les cultures homosexuelles. Liée au tissu associatif local, elle organise périodiquement des expositions temporaires. En 2016, la librairie Dialogues Théâtre de Lille, spécialisée en arts du spectacle, est renommée L'Affanchie et ouvre un rayon féminismes. En 2017, la librairie La nuit des temps, spécialisée sur le féminisme et l'écologie, ouvre à Rennes,. En octobre 2021, c'est la Librairie à soi•e, nommée en référence à Une chambre à soi, qui ouvre à Lyon,, avec un espace de 20 m² consacré à des événements. L'ouvrage de Virginia Woolf inspire aussi le nom de la librairie Un Livre à Soi, qui ouvre en mars 2021 à Longjumeau, dont les créatrices revendiquent des valeurs féministes, et bénéficient du soutien apporté par un financement participatif sur le site KissKissBankBank, en plus de fonds publics du département et de la région,. À Toulouse, c'est un autre ouvrage qui inspire le nom Au Bonheur des dames pour la librairie ouverte le 9 janvier 2021 dans le quartier Saint-Étienne, où les fondatrices proposent au moins 80% d'ouvrages écrits par des femmes.
Fin 2022, après la fermeture de force de la librairie féministe Les Parleuses à Nice pendant la visite de Gérald Darmanin,, neuf librairies féministes reproduisent la vitrine qui avait été cachée par la police à Nice, L’Affranchie à Lille, la Librairie à soi.e à Lyon, Les Bien aimé.e.s à Nantes, Au bonheur des dames à Toulouse, l’Arborescence à Massy ainsi qu’Un livre et une tasse de thé, Le Genre urbain, Le Comptoir des mots et Majo à Paris.

### En Pologne
En 2021, Iwona Michalak, enseignante d'histoire, crée la première et seule librairie féministe en Pologne, Herbooks, placée à Łódź.

## Études sur le genre et sur les femmes
Les librairies féministes sont essentielles à la naissance et la croissance des études féministes universitaires. En consolidant la littérature féministe et en offrant des espaces de discussion ouvertes sur les questions relatives aux femmes, ces librairies deviennent des incubateurs pour les intellectuelles féministes. La théorie critique de la race et les études de genre sont produites en partie par ces intellectuelles et militantes. Les librairies féministes jouent un rôle-clef dans le développement du contenu nécessaire à l’établissement du domaine dans le milieu universitaire. En étant ouvertes au public et en fournissant des ressources à travers les produits vendus, ainsi qu’en fournissant un support de la part des femmes qui dirigent les magasins, des personnes qui n’ont jamais eu accès à ces connaissances auparavant y ont désormais accès. Cela permet un appel plus large, d'abord pour les women’s studies, puis pour les études de genre, en tant que départements universitaires à travers les États-Unis.

## Problèmes et réponses aux librairies féministes
Bien que de nombreuses librairies souhaitent créer un conseil de copropriété diversifié afin de représenter diverses expériences de femmes, le féminisme blanc — féminisme centré exclusivement sur les femmes blanches — est un problème répandu au sein de certaines directions. Dans le cas de la librairie américaine A Woman's Place, ce manque de compréhension de l’intersectionnalité conduit à la détérioration du conseil d’administration de la coopérative et à un débat juridique très médiatisé au début des années 1980. 
Un des moyens utilisé par les femmes non-blanches pour évoluer dans cet environnement est d’ouvrir des entreprises gérées par des femmes de couleur, centrées sur leurs propres expériences et faites pour encourager le partage des expériences d'autres femmes de couleur. La maison d’édition Kitchen Table Press en est un exemple : elle produit de la littérature exclusivement écrite par des femmes de couleur de tous horizons, vendue souvent par l’intermédiaire de librairies féministes.